# میکا اویالا
میکا اویالا (فنلاندی: Mika Ojala؛ زادهٔ ۲۱ ژوئن ۱۹۸۸) بازیکن فوتبال اهل فنلاند است.
از باشگاه‌هایی که در آن بازی کرده‌است می‌توان به باشگاه فوتبال اینتر تورکو، باشگاه فوتبال هکن، و باشگاه فوتبال وی‌اف‌آر آلن اشاره کرد.
وی همچنین در تیم‌های ملی فوتبال زیر ۲۱ سال فنلاند و فنلاند بازی کرده‌است.